# Ruika Sato
Pour les articles homonymes, voir Sato.
Ruika Sato (佐藤瑠香), née le 27 mars 1992, est une judokate japonaise. Luttant dans la catégorie des moins de 78 kg, mi-lourds, elle est médaillée d'or aux Jeux asiatiques en 2018.

## Palmarès

### Compétitions internationales
| Année | Compétition     | Lieu    | Résultat | Catégorie      |
| ----- | --------------- | ------- | -------- | -------------- |
| 2018  | Jeux asiatiques | Jakarta | 1re      | Moins de 78 kg |

### Tournois Grand Chelem et Grand Prix
| Année | Compétition               | Lieu           | Résultat | Catégorie      |
| ----- | ------------------------- | -------------- | -------- | -------------- |
| 2009  | Grand Slam Tokyo          | Tokyo          | 3e       | Moins de 78 kg |
| 2010  | Grand Prix Düsseldorf     | Düsseldorf     | 2e       | Moins de 78 kg |
| 2010  | Grand Slam Rio de Janeiro | Rio de Janeiro | 1re      | Moins de 78 kg |
| 2011  | Grand Prix Abu Dhabi      | Abu Dhabi      | 3e       | Moins de 78 kg |
| 2012  | Grand Slam Tokyo          | Tokyo          | 1re      | Moins de 78 kg |
| 2013  | Grand Slam de Paris       | Paris          | 3e       | Moins de 78 kg |
| 2013  | Grand Prix Düsseldorf     | Düsseldorf     | 2e       | Moins de 78 kg |
| 2013  | Grand Slam Tokyo          | Tokyo          | 3e       | Moins de 78 kg |
| 2014  | Grand Slam Tokyo          | Tokyo          | 2e       | Moins de 78 kg |
| 2015  | Grand Prix Düsseldorf     | Düsseldorf     | 3e       | Moins de 78 kg |
| 2015  | Grand Slam de Tuymen      | Tioumen        | 2e       | Moins de 78 kg |
| 2015  | Grand Slam Paris          | Paris          | 2e       | Moins de 78 kg |
| 2016  | Grand Slam Tokyo          | Tokyo          | 1re      | Moins de 78 kg |
| 2017  | Grand Slam Paris          | Paris          | 2e       | Moins de 78 kg |
| 2017  | Grand Prix Hohhot         | Hohhot         | 3e       | Moins de 78 kg |
| 2017  | Grand Slam Tokyo          | Tokyo          | 3e       | Moins de 78 kg |
| 2018  | Grand Prix Düsseldorf     | Düsseldorf     | 1re      | Moins de 78 kg |
| 2018  | Grand Prix Hohhot         | Hohhot         | 1re      | Moins de 78 kg |
| 2018  | Grand Slam Osaka          | Osaka          | 1re      | Moins de 78 kg |
| 2018  | Masters mondial de judo   | Guangzhou      | 2e       | Moins de 78 kg |